# شناخت‌گرایی
شناخت گرایی نوشته (به انگلیسی: Cognitivism) در علم روان‌شناسی، چارچوبی نظری برای درک ذهن است که در سال ۱۹۵۰ اعتبار پیدا کرد. این جنبش پاسخی به رفتارگرایی بود؛ که به گفته شناخت گرایان از توضیح شناخت غافل شدند. نام روان‌شناسی شناختی از کلمه لاتین «Congnoscere» گرفته شده‌است.
این کلمه به دانستن و اطلاعات اشاره می‌کند پس روان‌شناسی شناختی یک روان‌شناسی پردازش اطلاعات است که تا حدی از سنت‌های قبلی تحقیق در مورد فکر و حل مسئله به دست آمده‌است. رفتارگرایان وجود تفکر را تصدیق کردند اما آن را به عنوان یک رفتار شناسایی کردند. شناخت شناسان استدلال کردند که طرز فکر افراد بر رفتار آن‌ها تأثیر می‌گذارد و بنابر این نمی‌تواند به خودی خود یک رفتار باشد. شناخت شناسان بعداً استدلال کردند که تفکر برای روانشناسی آنقدر ضروری است که مطالعه تفکر باید به حوزه خود تبدیل شود. با این حال، شناخت گرایان نوعاً شکل خاصی از فعالیت ذهنی را پیش فرض می‌گیرند، از نوعی که توسط محاسبات گرایی پیشرفت کرده‌است. شناخت گرایی اخیراً توسط پساشناخت گرایی به چالش کشیده شده‌است.

## توسعه شناختی
فرایند جذب و گسترش افق فکری ما را رشد شناختی می‌گویند. ما ساختار فیزیولوژی پیچیده‌ای داریم که محرک‌های مختلفی را از محیط جذب می‌کند، محرک‌ها تعاملاتی هستند که قادر به تولید دانش و مهارت هستند. والدین دانش را به‌طور غیررسمی در خانه پردازش می‌کنند در حالی که معلمان دانش را به‌طور رسمی در مدرسه پردازش می‌کنند. دانش را باید با ذوق و شوق دنبال کرد. اگر نه، یادگیری مانند حمل یک بار مشکل می‌شود.

## توجه
توجه اولین بخش رشد شناختی است. این به توانایی فرد برای تمرکز و حفظ تمرکز مربوط می‌شود. توجه همچنین می‌تواند میزان تمرکز یک فرد و تمرکز کامل او روی یک چیز باشد. از دیگر ویژگی‌های مزاجی مانند پایداری و حواس‌پرتی متمایز می‌شود، به این معنا که دومی تعامل روزانه فرد با محیط را تعدیل می‌کند. از سوی دیگر توجه رفتار را در هنگام انجام وظایف خاص در بر می‌گیرد. به عنوان مثال یادگیری زمانی اتفاق می‌افتد که دانش آموز به معلم توجه کند. علاقه و تلاش ارتباط نزدیکی با توجه دارند. توجه یک فرایند فعال است که شامل محرک‌های خارجی متعددی است. توجه یک موجود زنده در هر نقطه از زمان شامل سه دایره با مرکز یکسان است. فراتر از آگاهی، حاشیه و تمرکز. این نکته مهم هم قابل توجه است که افراد دارای ظرفیت ذهنی هستند و یک فرد می‌تواند در یک زمان روی موارد زیادی تمرکز کند.
یک تئوری رشد شناختی، به نام پردازش اطلاعات معتقد است که حافظه و توجه، پایه و اساس شناخت هستند. پیشنهاد می‌شود توجه کودکان در ابتدا انتخابی باشد و بر اساس موقعیت‌هایی باشد که برای اهداف آنها مهم است. این ظرفیت با بزرگ‌تر شدن کودک افزایش می‌یابد، زیرا آن‌ها توانایی بیشتری برای جذب محرک‌ها از وظایف پیدا می‌کنند. مفهوم سازی دیگری توجه را به توجه ذهنی و توجه ادراکی طبقه‌بندی کرد. اولی به عنوان «انرژی مغز»، توجهی اجرایی محور توصیف می‌شود که فرایندهای مربوط به کار را در مغز فعال می‌کند درحالی که دومی توجه فوری یا خود به خودیست که توسط تجربیات ادراکی جدید هدایت می‌شود.

## فرایند یادگیری
نظریه شناختی عمدتاً بر کسب دانش و رشد ساختار ذهنی تأکید دارد. نظریه شناختی تمایل دارد بر ساخت مفهوم برای فرایند یادگیری دانش آموز تمرکز کند: نحوه دریافت اطلاعات. نحوه پردازش و سازمان دهی اطلاعات در طرحواره موجود؛ نحوه بازیابی اطلاعات پس از یادآوری. به عبارت دیگر، نظریه شناختی به دنبال تبیین فرایند کسب دانش و تأثیرات بعدی بر ساختارهای ذهنی درون ذهن است. یادگیری به مکانیزم کاری که یک یادگیرنده انجام می‌دهد نیست، بلکه یک فرایند بسته به آنچه یادگیرنده از قبل می‌داند (اطلاعات موجود) و روش کسب دانش جدید (نحوه ترکیب اطلاعات جدید در طرحواره موجود) بستگی دارد. کسب دانش فعالیتی است که شامل کدگذاری درونی ساختارهای ذهنی در ذهن دانش آموز است. در ذات این نظریه، دانش آموز باید در فرایند یادگیری خود مشارکت فعال داشته باشد. رویکردهای شناختی عمدتاً بر فعالیت‌های ذهنی یادگیرنده مانند برنامه‌ریزی ذهنی، تعیین هدف و استراتژی‌های سازمانی متمرکز هستند (شل، ۱۹۸۰). در نظریه‌های شناختی نه تنها عوامل محیطی و مؤلفه‌های آموزشی نقش مهمی در یادگیری دارند، عناصر کلیدی دیگری مانند یادگیری کدنویسی، تبدیل، تمرین و ذخیره و بازیابی اطلاعات تاثیرگذارند. فرایند یادگیری شامل افکار، باورها و ارزش‌های نگرش یادگیرنده است.

## نقش حافظه در شناخت
حافظه نقش مهمی در فرایند یادگیری دارد. اطلاعات به شیوه ای سازمان یافته و معنی دار در حافظه ذخیره می‌شود. در اینجا معلم و طراحان نقش‌های متفاوتی در فرایند یادگیری دارند. معلمان یادگیری و سازماندهی اطلاعات را به روشی بهینه تسهیل می‌کنند. در حالی که طراحان از تکنیک‌های پیشرفته (مانند قیاس‌ها و روابط سلسله مراتبی) برای کمک به یادگیرندگان برای کسب اطلاعات جدید برای افزودن به دانش قبلی خود استفاده می‌کنند. فراموشی به عنوان ناتوانی در بازیابی اطلاعات از حافظه توصیف می‌شود. از دست دادن حافظه ممکن است مکانیزمی باشد برای دور انداختن اطلاعات نامرتبط با اطلاعات جدید ارزیابی شده.

## مفهوم انتقال
بر اساس نظریه شناختی، اگر یادگیرنده بداند که چگونه دانش را در زمینه‌ها و شرایط مختلف پیاده‌سازی کند، می‌توان گفت که انتقال اتفاق افتاده‌است. درک به شکل قوانین، مفاهیم و تبعیضمتشکل از دانش است. دانش ذخیره شده در حافظه مهم است، اما استفاده از چنین دانشی هم مهم است. دانش قبلی برای شناسایی شباهت‌ها و تفاوت‌های بین خود و اطلاعات جدید استفاده خواهد شد.
نظریه شناختی بیشتر اشکال پیچیده یادگیری را از نظر استدلال، حل مسئله و پردازش اطلاعات توضیح می‌دهد. باید بر این نکته تأکید شود که هدف همه دیدگاه‌های فوق یکسان تلقی می‌شود – انتقال دانش به دانش آموز به کار آمدترین و موثرترین شکل ممکن.
ساده‌سازی و استانداردسازی دو تکنیکی هستند که برای افزایش اثربخشی و کارایی انتقال دانش مورد استفاده قرار می‌گیرند. دانش را می‌توان تجزیه و تحلیل، تجزیه و به بلوک‌های ساختاری اساسی ساده کرد. با مدل رفتارگرایانه محیط انتقال دانش همبستگی وجود دارد. شناخت شناسان بر اهمیت استراتژی‌های پردازش کارآمد تأکید دارند.

## اساس نظریه شناختی
یک رفتارگرا از بازخورد (تقویت) برای تغییر رفتار در جهت دلخواه استفاده می‌کند، در حالی که شناخت گرا از بازخورد برای هدایت و حمایت از ارتباطات ذهنی دقیق استفاده می‌کند. به دلایل مختلف، تحلیلگرهای تکلیف یادگیرندگان هم برای شناخت شناسان و هم برای رفتارگرایان حیاتی هستند. شناخت شناسان به استعداد یادگیرنده برای یادگیری نگاه می‌کنند (چگونه یادگیرنده یادگیری خود را فعال، حفظ و هدایت می‌کند). به علاوه، شناخت گرایان آموزش «چگونگی طراحی» یادگیرنده را بررسی می‌کنند که می‌توان آن را جذب کرد. (به عنوان مثال، در مورد ساختارهای ذهنی موجود یادگیرندگان چطور؟)در مقابل، رفتارگرایان به یادگیرندگان نگاه می‌کنند که چگونه تعیین کنند که درس باید از کجا شروع شود (یعنی در چه سطحی یادگیرندگان موفق عمل می‌کنند؟) و موثرترین تقویت‌ها کدامند. (یعنی، چه پیامدهایی مورد نظر فراگیر است؟).

### ارتباط با آموزش
برخی مفروضات یا اصول خاصی وجود دارند که طاحی آموزشی را هدایت می‌کنند: مشارکت فعال یادگیرنده در فرایند یادگیری ، کنترل یادگیرنده، آموزش فراشناختی (مانند خود برنامه‌ریزی، نظارت و تکنیکهای تجدید نظر). استفاده از تحلیل‌های سلسله مراتبی برای شناسایی و نشان دادن روابط پیش نیاز (رویه تحلیل تکلیف شناختی)، تسهیل پردازش بهینه ساختار، سازمان دهی و توالی اطلاعات (استفاده از راهبردهای شناختی مانند طرح کلی، خلاصه‌ها، ترکیب کننده‌ها، سازمان دهندکان پیشرفته و غیره)، تشویق دانش آموزان، ایجاد ارتباط با مطالبی که قبلاً آموخته شده و ایجاد محیط‌های یادگیری (یادآوری مهارت‌های پیش نیاز، استفاده از مثال‌های مرتبط، قیاس‌ها).

## ساختار بندی آموزش
نظریه‌های شناختی عمدتاً بر بامعنی ساختن دانش و کمک به یادگیرندگان برای سازماندهی ارتباط اطلاعات جدید با دانش موجود در حافظه تأکید دارند. آموزش باید بر اساس طرحواره یا ساختارهای ذهنی موجود دانش آموزان باشد تا مؤثر باشد. سازمان دهی اطلاعات باید به نحوی معنادار با دانش موجود مرتبط باشد. نمونه‌های استراتژی شناختی استعاره‌های قیاس هستند. راهبردهای شناختی دیگر شامل استفاده از چارچوب بندی، ترسیم مفاهیم یادگیری، نقشه‌برداری مفهومی، سازمان دهندگان پیشرو و غیره است. نظریه شناختی عمدتاً بر وظایف اصلی معلم یا طراح تأکید دارد و شامل تجزیه و تحلیل تجربیات یادگیری مختلف در موقعیت یادگیری است که می‌تواند بر نتایج یادگیری افراد مختلف تأثیر بگذارد. سازماندهی و ساختاردهی اطلاعات جدید برای ایجاد ارتباط بین دانش آموزان با توانایی‌ها و تجربیات قبلی اطلاعات جدید به‌طور مؤثر و کار آمدی در ساختار شناختی یادگیرندگان جذب یا تطبیق می‌شوند.

## رویکرد نظری
شناخت گرایی دو مولفه اصلی دارد، یکی روش شناختی و دیگری نظری. از نظر روش شناختی، شناخت گرایی رویکردی پازیتیویستی دارد و می‌گوید که روان‌شناسی را می‌توان (در اصل) با استفاده از روش علمی به‌طور کامل توضیح داد، در مورد اینکه آیا این درست است یا نه، حدس و گمان وجود دارد. این نیز عمدتاً یک هدف تقلیل گرایانه است، با این باور که اجزای فردی عملکرد ذهنی («معماری شناختی») را می‌توان شناسایی و به‌طور معناداری درک کرد. دومی می‌گوید که شناخت شامل حالات ذهنی گسسته و درونی (نماینده‌ها یا نمادها) است که می‌توان آن‌ها را با استفاده از قوانین یا الگوریتم‌ها تغییر داد.
شناخت گرایی در اواخر قرن بیستم به نیروی غالب در روانشناسی تبدیل شد و جایگزین رفتارگرایی به عنوان محبوب‌ترین پارادایم برای درک عملکرد ذهنی شد. روانشناسی شناختی رد کلی رفتارگرایی نیست، بلکه بسطی است که وجود حالات ذهنی را می‌پذیرد. این به دلیل انتقاد فزاینده در اواخر دهه ۱۹۵۰ از مدل‌های یادگیری ساده بود. یکی از قابل توجه‌ترین انتقادها، استدلال نوام چامسکی بود مبنی بر اینکه زبان را نمی‌توان صرفاً از طریق شرطی سازی بدست آورد، و حدقال باید تا حدی با وجود حالات ذهنی درونی توضیح داده شود.
موضوعات اصلی مورد توجه روان شناسان روان شناختی مکانیسم‌های درونی تفکر انسان و فرآیندهای شناخت است. روانشناسان شناختی تلاش کرده‌اند تا برخی از ساختارهای ذهنی ادعایی را که در یک رابطه علی با اعمال فیزیکی ما قرار دارند، روشن کنند.